# Клюєв Михайло Маркович
Миха́йло Ма́ркович Клю́єв (* 1931 — ? після 1980) — радянський науковець, доктор технічних наук, професор, лауреат Державної премії УРСР в галузі науки і техніки (1980).

## З життєпису
В 1974—1977 роках — директор, Електростальський інститут (філіал) Московського політехнічного університету.
Лауреат Державної премії УРСР 1980 року — «Розробка основ, створення і впровадження у промисловість технології та обладнання для плазмодугової виплавки злитків сталей і сплавів із заготовок та некомпактної шихти» — у складі колективу: Асоянц Григорій Баградович, Григоренко Георгій Михайлович, Забарило Олег Семенович, Лакомський Віктор Йосипович, Прянишников Ігор Степанович, Торхов Геннадій Федорович, Феофанов Лев Петрович (посмертно), Чвертко Анатолій Іванович, Шехтер Семен Якович.